# Операція «Маритайм ґард»

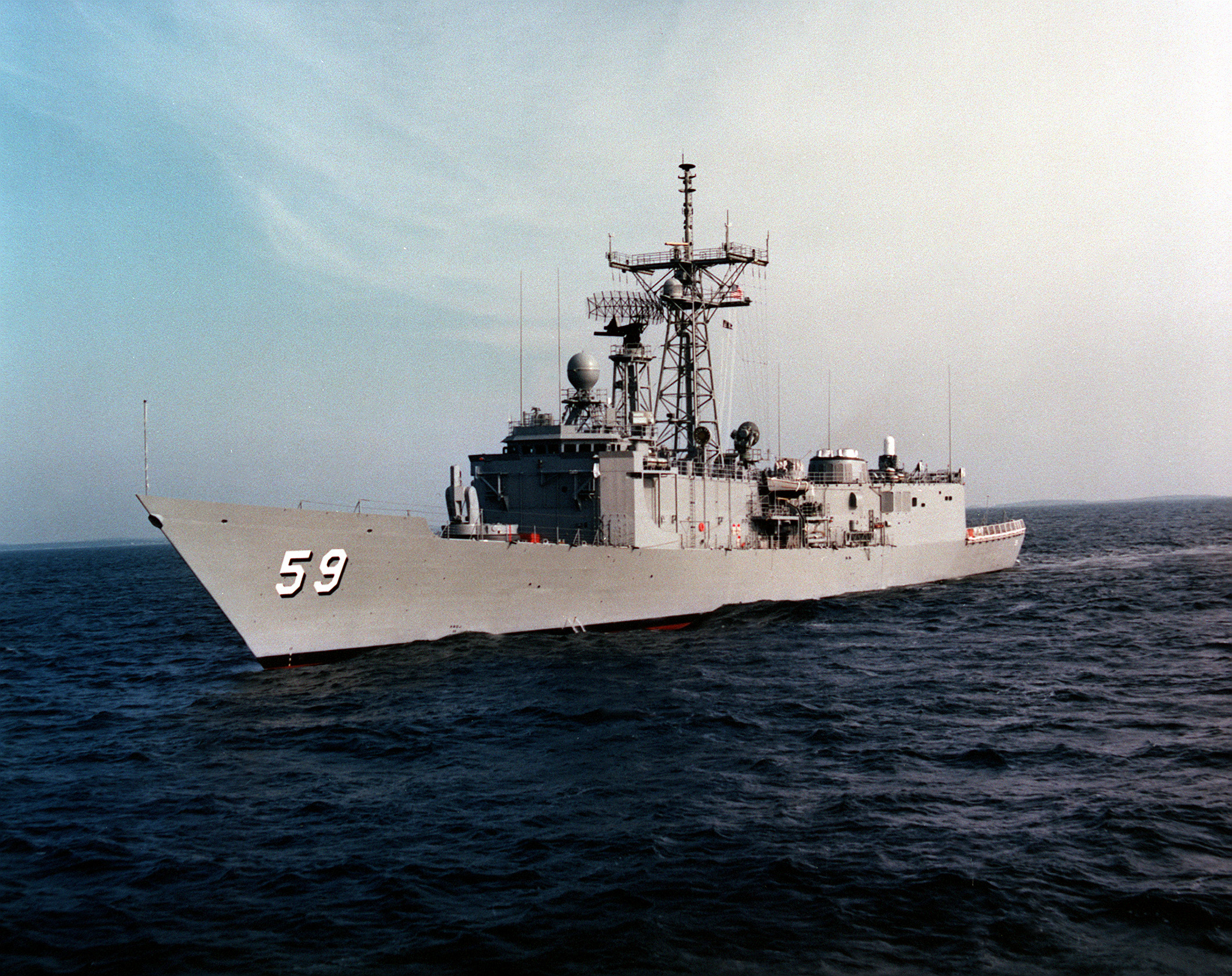
Фрегат USS Kauffman

Операція «Маритайм ґард» (англ. Operation Maritime Guard) — блокада колишньої Югославії силами НАТО в міжнародних водах Адріатичного моря.

## Масштаб
Операція почалася 22 листопада 1992 року. Вона відбулася після операції НАТО «Маритайм монітор» і проводилась на підтримку резолюції Ради Безпеки ООН 787, в якій містився заклик до усіх держав забезпечити дотримання ембарго щодо Югославії («закликає держави … використовувати такі співмірні конкретним обставинам заходи, які можуть виявитися необхідними» для забезпечення ембарго).
Резолюція уповноважила НАТО використовувати силу та дозволяла зупиняти, перевіряти і не пропускати судна, що прямували до колишньої Югославії. Усі судна, що прямували до або з територіальних вод колишньої Югославії, зупинялись для перевірки їх вантажів та маршруту.
За підтримки Туреччини, Нідерландів та Німеччини, операція була посилена та літаки НАТО отримали можливість збивати літаки, які порушували блокаду. Згідно з науковим журналом International Affairs, операція «Маритайм ґард» була «першим санкціонованим застосуванням сили для підтримки резолюції Ради Безпеки ООН».
У квітні 1993 року офіційний представник НАТО заявив, що за необхідності для зупинки судна військові кораблі будуть стріляти інертними боєприпасами, зокрема кулеметними кулями та бронебійними гарматними снарядами.

## Сили і результати
Блокада складалася з есмінців з Туреччини, Італії, Німеччини, Греції й Великої Британії та фрегатів з США і Нідерландів, яким надавав підтримку морський патрульний літак НАТО. Фрегат USS Kauffman (FFG-59) і авіаносець USS Theodore Roosevelt (CVN-71) були в числі військових кораблів, що брали участь в операції. Зусилля були підтримані літаком АВАКС, морський радар якого надавав військовим кораблям можливість вести спостереження за морем на великі відстані.
Керівництво блокадою здійснював головокомандувач Союзних сил Південної Європи, американський адмірал Майк Бурда. Під час блокади було здійснено контакти з 12 367 кораблями, 1032 з них були перевірені або відведені для перевірки, щодо 9 кораблів було виявлено, що вони порушували ембарго ООН.

## Операція-наступник
Наступною операцією була операція «Шарп ґард». Це була кількарічна спільна морська блокада поставок в колишню Югославію силами НАТО і Західноєвропейського союзу в Адріатичному морі, яка розпочалася 15 червня 1993 року, призупинена 19 червня 1996 року і припинена 2 жовтня 1996 року.